# 中野達雄
中野 達雄（なかの たつお、1928年6月8日 - 2002年6月11日）は、日本の実業家。よみうりテレビ元社長・会長。福岡県出身。

## 学歴
- 福岡県立修猷館高等学校
- 早稲田大学政治経済学部（1951年）卒業。

## 職歴
- 1951年‐読売新聞社に入社。政治部部長→文化部部長→地方部長→北陸支社長を歴任。
- 1982年 - 読売新聞北海道支社長に就任する。
- 1986年 - よみうりテレビ専務取締役就任する。
- 1992年 - よみうりテレビ代表取締役副社長就任する。
- 1993年9月29日 - よみうりテレビ代表取締役社長就任する。
- 1996年6月21日 - よみうりテレビ代表取締役会長就任する。
- 2000年6月22日 - よみうりテレビ代表取締役相談役就任する。
- 2002年 - 心不全のため74歳で死去[1]。

## 代表作

### テレビ
- 「CITY HUNTER」
- 「CITY HUNTER2」
- 「CITY HUNTER3」
- 「CITY HUNTER'91」
- 「CITY HUNTER ザ・シークレット・サービス」
- 「CITY HUNTER グッド・バイ・マイ・スイート・ハート」
- 「CITY HUNTER 緊急生中継!? 凶悪犯冴羽獠の最期」
- 「YAWARA!」
- 「コボちゃん」
- 「教えてあげない」
- 「魔法騎士レイアース」
- 「出てこい!!ムーチャス」
- 「追跡・大震災 負けへんで!!」
- 「ストリートファイターII V」
- 「バケツでごはん」
- 「名探偵コナン」
- 「ガンバリスト! 駿」
- 「金田一少年の事件簿」
- 「犬夜叉」

### 映画
- 「CITY HUNTER 愛と宿命のマグナム」
- 「CITY HUNTER 百万ドルの陰謀」
- 「CITY HUNTER ベイシティウォーズ」
- 「YAWARA! それゆけ腰ぬけキッズ!!」
- 「名探偵コナン 時計じかけの摩天楼」
- 「名探偵コナン 14番目の標的」
- 「名探偵コナン 世紀末の魔術師」
- 「金田一少年の事件簿2 殺戮のディープブルー」
- 「名探偵コナン 瞳の中の暗殺者」
- 「名探偵コナン 天国へのカウントダウン」
- 「犬夜叉 時代を越える想い」
- 「名探偵コナン ベイカー街の亡霊」